# Moisés Roberto Barbosa
Moisés Roberto Barbosa (San Paolo, 11 marzo 1995) è un calciatore brasiliano, difensore del CSKA Mosca.

## Caratteristiche tecniche
È un terzino sinistro.

## Carriera
Ha esordito tra i professionisti l'8 febbraio 2014 in un match del Campionato Paulista pareggiato 0-0 contro l'União Barbarense.

## Statistiche

### Presenze e reti nei club
Statistiche aggiornate all’8 novembre 2017.
| Stagione        | Squadra         | Campionato      | Campionato | Campionato | Coppe nazionali | Coppe nazionali | Coppe nazionali | Coppe continentali | Coppe continentali | Coppe continentali | Altre coppe | Altre coppe | Altre coppe | Totale | Totale | Totale |
| Stagione        | Squadra         | Comp            | Pres       | Reti       | Comp            | Pres            | Reti            | Comp               | Pres               | Reti               | Comp        | Pres        | Reti        | Pres   | Reti   |        |
| --------------- | --------------- | --------------- | ---------- | ---------- | --------------- | --------------- | --------------- | ------------------ | ------------------ | ------------------ | ----------- | ----------- | ----------- | ------ | ------ | ------ |
| 2014            | Batatais        | PAU             | 7          | 0          | CB              | 0               | 0               |                    | -                  | -                  |             | -           | -           | 7      | 0      |        |
| 2015            | Madureira       | C+CAR           | 0+8        | 0          | CB              | 2               | 0               |                    | -                  | -                  |             | -           | -           | 10     | 0      |        |
| 2015            | Bragantino      | B+PAU           | 24+0       | 1+0        | CB              | 0               | 0               |                    | -                  | -                  |             | -           | -           | 24     | 1      |        |
| 2016            | Bahia           | B+BAI           | 25+6       | 1+0        | CB              | 2               | 0               |                    | -                  | -                  |             | -           | -           | 33     | 1      |        |
| 2017            | Corinthians     | A+PAU           | 4+8        | 0          | CB              | 0               | 0               | CS                 | 1                  | 0                  |             | -           | -           | 13     | 0      |        |
| Totale carriera | Totale carriera | Totale carriera | 82         | 2          |                 | 4               | 0               |                    | 1                  | 0                  |             | -           | -           | 87     | 2      |        |

## Palmarès

### Club

#### Competizioni statali
- Campionato paulista: 1

Corinthians: 2017
- Campionato Carioca: 1

Botafogo: 2018

#### Competizioni nazionali
- Coppa di Russia: 2

CSKA Mosca: 2022-2023, 2024-2025
- Supercoppa di Russia: 1

CSKA Mosca: 2025